# Азарово (Малоярославецький район)
Азарово (рос. Азарово) — присілок в Малоярославецькому районі Калузької області Російської Федерації.
Населення становить 30 осіб. Входить до складу муніципального утворення Присілок Захарово.

## Історія
Від 2004 року входить до складу муніципального утворення Присілок Захарово.

## Населення
| 2002 | 2010 |
| ---- | ---- |
| 14   | ↗30  |